# Policía Local de Gijón
La Policía Local de Gijón es el cuerpo de policía de la ciudad asturiana de Gijón, España. Está regulada por la Ley Orgánica 2/1986, de 13 marzo, de Fuerzas y Cuerpos de Seguridad y depende de la Concejalía de Seguridad Ciudadana y Emergencias del Ayuntamiento de Gijón, que la creó en 1859.

## Historia
La Policía Local de Gijón fue creada por el Ayuntamiento de Gijón con el nombre de Guardia Municipal el día 7 de febrero de 1859 para que desempeñara funciones de seguridad municipal junto a la Policía General del Reino (Actual CNP) y la Guardia Civil. La primera función de sus tres guardias y un cabo fue la de elaborar un censo de hogares que carecían de retretes.

## Personal y mando
En el año 2022 contaba con 322 efectivos.

## Funciones
De acuerdo con el Artículo 53 de la Ley Orgánica 2/1986, a la Policía Local de Gijón le corresponde:
- Proteger a las autoridades de las instituciones locales así como sus edificios e instalaciones.
- Dirección y ordenación del tráfico en el término municipal. Dan parte de accidentes de circulación dentro de la ciudad (comunicándolo previamente al CNP).
- Policía Administrativa, en lo relativo a las Ordenanzas, Bandos y demás disposiciones municipales dentro del ámbito de su competencia.
- Participar en las funciones de Policía Judicial, en la forma establecida en el artículo 29.2 de la Ley orgánica 2/1986.
- La prestación de auxilio, en los casos de accidente, catástrofe o calamidad pública, participando, en la forma prevista en las Leyes, en la ejecución de los planes de Protección Civil.
- Prevención y actuaciones contra actos criminales, con colaboración especialmente con el CNP.
- Vigilar los espacios públicos y colaborar con el resto de policías en la protección de las manifestaciones y el mantenimiento del orden en grandes concentraciones humanas.
- Cooperar en la resolución de los conflictos privados cuando sean requeridos para ello.

## Flota

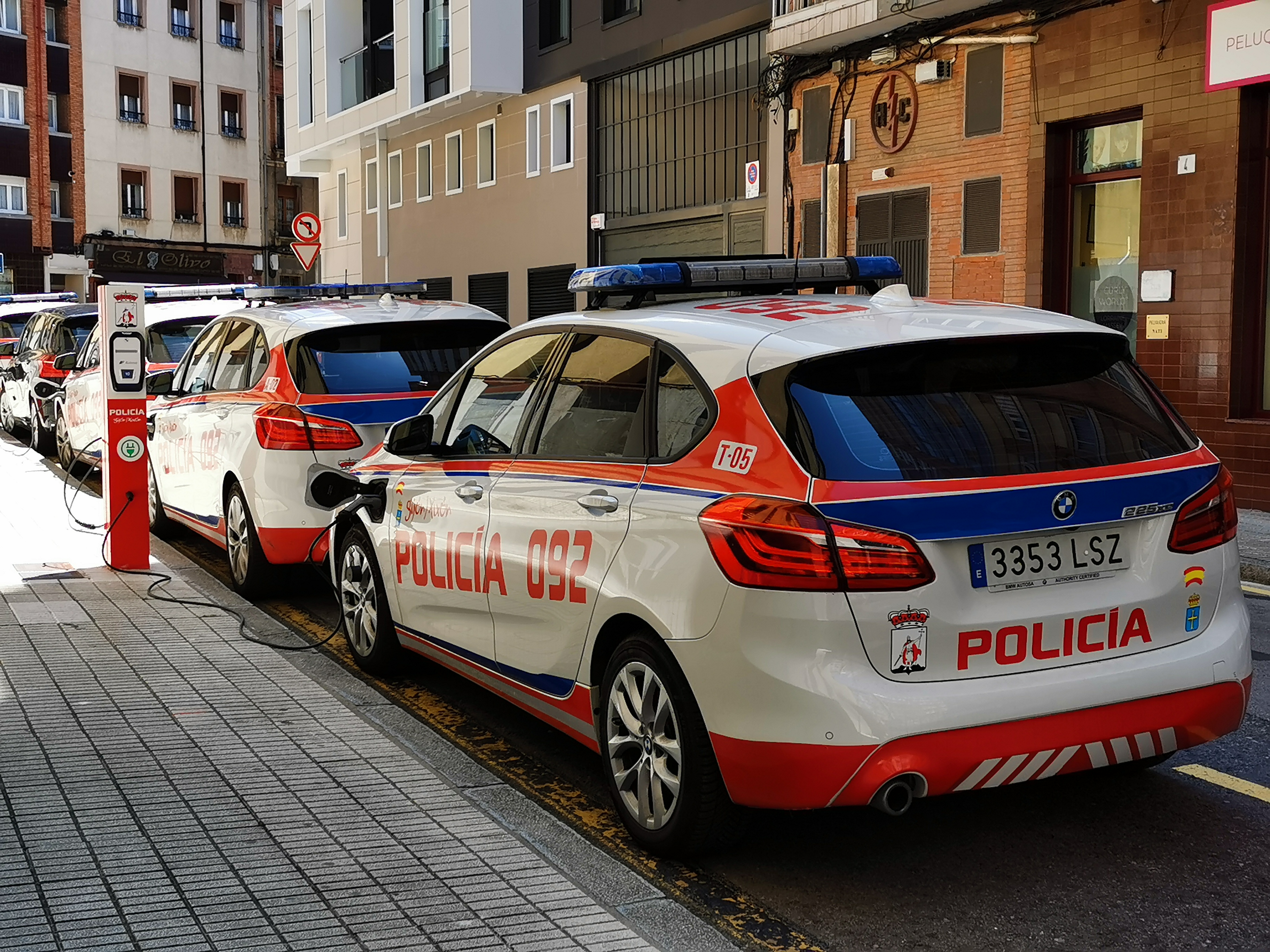
Coches de policía eléctricos.

La Policía Local de Gijón cuenta con al menos 18 coches de la marca BMW eléctricos y 4 furgones de las mismas características. Están equipados con cámaras para la patrulla de la ORA, el IVA, matrículas, etc. Fueron presentados en la Plaza Mayor en octubre de 2021.
Además, en junio de 2022, adquirieron 38 motos nuevas, de las cuales 20 son totalmente eléctricas y el resto de gasolina. Las motos eléctricas tienen una autonomía de 130 km y cuentan con un diseño moderno. Están bajo renting hasta, al menos, 2026.

## Comisarías

### Antigua comisaría

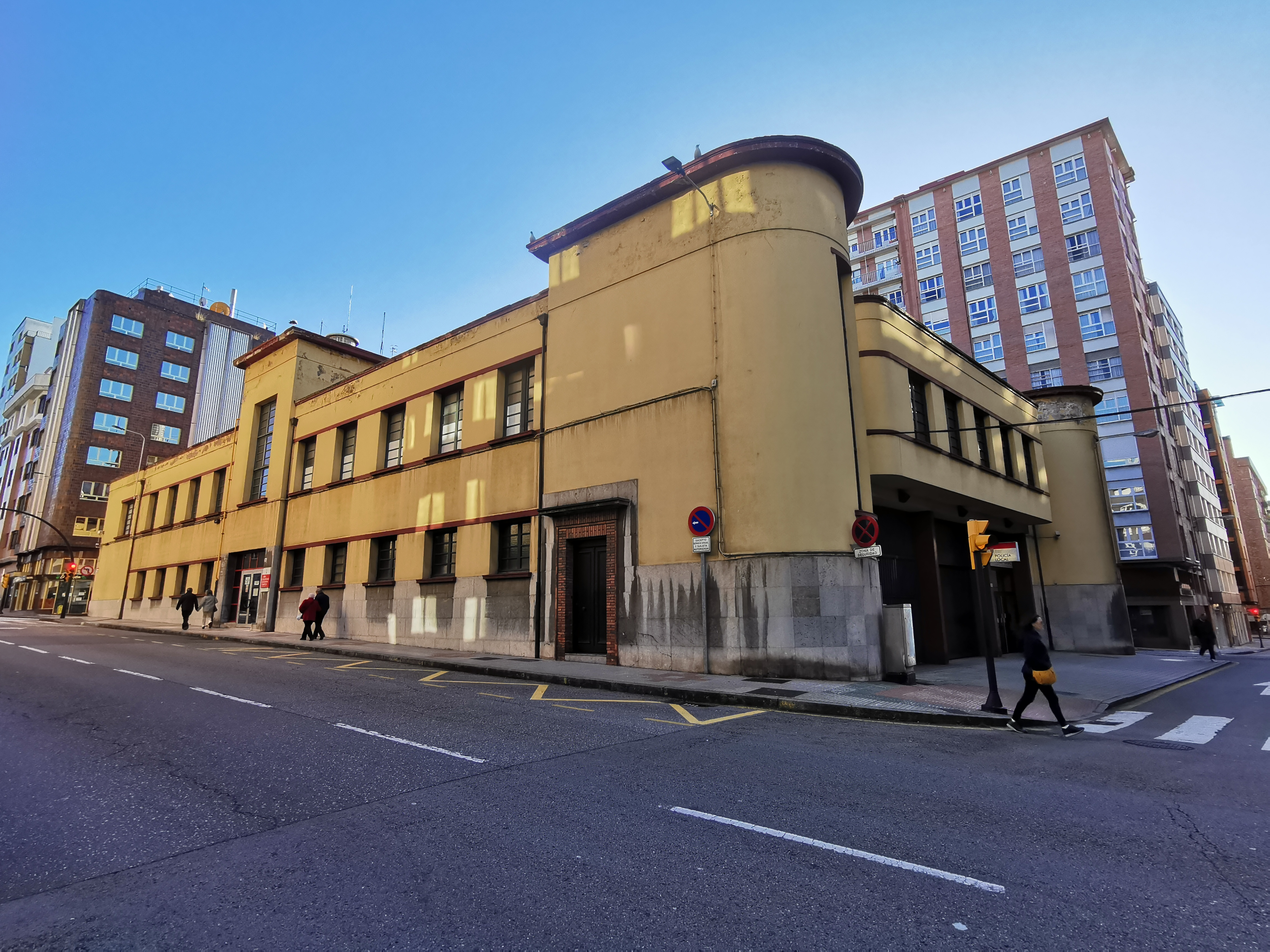
Antigua Comisaría.

La antigua comisaría de la Policía Local de Gijón está en el barrio de Ceares, entre el barrio de El Llano y la Avd. Hermanos Felgueroso. Fue construida entre 1935 y 1940 para que sirviera como Parque de Bomberos de la ciudad. Fue diseñada por José Avelino Díaz Fernández-Omaña en un claro estilo art decó y racionalista. Se trata de un edificio de planta rectangular, con unas marcadas líneas horizontales salvo por dos torres en su fachada principal, que son circulares y presiden los garajes de la policía. En los 1990 se restaura el edificio tal como aparece en catastro y los Bomberos de Gijón se trasladan a sus actuales instalaciones construidas en 1987 en Roces, estando desde entonces el edificio ocupado por la Policía Local. 
La comisaría sin embargo se queda pequeña y antigua para el cuerpo, especialmente en lo relativo al estacionamiento de vehículos puesto que tienen que aparcar en la calle. 
En la actualidad alberga la oficina de objetos perdidos.

### Nueva comisaría
La nueva comisaría se ubica en la calle Sanz Crespo número 45, en el barrio de El Polígono y muy próxima a la Estación de Gijón. Con planta cuadrada, tiene 6 plantas distribuidas en forma de L vertical, cumpliendo requisitos de ahorro energético y sostenibilidad debido en parte a su fachada acristalada y a una gran cubierta ajardinada. Las obras corrieron a cargo de la empresa Acciona tras una inversión del Ayuntamiento de 7,6 millones de euros. Empezó a construirse en octubre de 2019 y las obras que finalizaron en 2025.